# Ото Олтвањи
Ото Олтвањи (Нови Сад, 10. мај 1971) је српски писац, преводилац и стрипар. Најпознатији је по романима Црне ципеле и Кичма ноћи, жанровским причама, као и преводима америчке фантастике.

## Биографија
Рођен је 1971. године у Новом Саду. Одрастао је у Суботици где је био активан на локалној стрипској и књижевној сцени. Од 1991. живи у Београду. Студирао је енглески језик и књижевност на Филолошком факултету у Београду.
Први роман, кримић флеминговског типа, послао је са шеснаест година новосадском „Дневнику“ и био прихваћен, а био је објављен две године касније под псеудонимом. Иако је објавио две приче у гласилу суботичког Друштва љубитеља научне фантастике „Метеор“ у другој половини осамдесетих, прва прича у некој службеној публикацији објављена му је у априлу 1993. године („Умирући лептир“,
Знак Сагите бр. 2, Београд).
Од тада је објавио преко тридесет прича у часописима од Политикиног забавника до нишке Градине, те у антологијама од Тамног вилајета до Истинитих лажи. Са илустратором Иваном Пејкићем радио је једну сезону ауторског серијала „Агенција за чудовишта“ за дечји лист Тик-Так. Писао је за часописе Време, Пресинг, Неон, Хупер и друге.
Објавио је романе Црне ципеле (2005) и Кичма ноћи (2010), оба у издању Самиздата Б92.
Превео је књиге Златна крв Луцијуса Шепарда, Киша као метак Дејвида Шоа, This is Serbia Calling Метјуа Колина, Престоница насиља Џорџа Пелеканоса, као и Сва сирочад Бруклина, Не волиш ме још и Тврђава самоће Џонатана Летема.

## Награде
- Награда „Лазар Комарчић”, за причу „Ретка крвна група”, 2004.
- Награда „Љубомир Дамњановић”, за причу „Ретка крвна група”, 2004.
- Наградa „Станислав Лем”, 2022.

## Галерија
- О. Олтвањи, Циклус Словенска и српска фантастика у Универзитетској библиотеци у Београду 2019.
- Васа Павковић, О. Олтвањи и Д. Ајдачић у разговору о књижевној фантастици 8. маја 2019.
- Васа Павковић и О. Олтвањи
- О. Олтвањи